# Hrubá Borša
Hrubá Borša é um município da Eslováquia, situado no distrito de Senec, na região de Bratislava. Tem 5,85 km² de área e sua população em 2019 foi estimada em 1172 habitantes.

## Demografia
| Ano:        | 1994 | 2004    | 2014    | 2024     |
| ----------- | ---- | ------- | ------- | -------- |
| Broj ljudi: | 327  | 386     | 623     | 1739     |
| Razlika:    |      | +18,04% | +61,39% | +179,13% |

| Ano:               | 2023 | 2024   |
| ------------------ | ---- | ------ |
| Número de pessoas: | 1672 | 1739   |
| Diferença:         |      | +4,00% |